# Тифенбах (Ландсхут)
Тифенбах (њем. Tiefenbach) општина је у њемачкој савезној држави Баварска. Једно је од 35 општинских средишта округа Ландсхут. Према процјени из 2010. у општини је живјело 3.617 становника. Посједује регионалну шифру (AGS) 9274182.

## Географски и демографски подаци
Тифенбах се налази у савезној држави Баварска у округу Ландсхут. Општина се налази на надморској висини од 454 метра. Површина општине износи 24,7 km². У самом мјесту је, према процјени из 2010. године, живјело 3.617 становника. Просјечна густина становништва износи 146 становника/km².